# 1996 ve fotografii
Tento článek obsahuje významné fotografické události v roce 1996.

## Události
- Byl zaveden APS systém.
- V Kodani bylo založeno fotografické centrum Fotografisk Center
- Bylo založeno Národní muzeum fotografie Den Nationale Fotosamling, které se nachází v Černém diamantu, moderní nábřežní přístavbě Královské dánské knihovny v Kodani

Fotografické festivaly a výstavy
- Rencontres d'Arles, červenec–září
- Mois de la Photo, Paříž, listopad

## Ocenění
- World Press Photo – Francesco Zizola
- Prix Niépce – Lise Sarfati
- Prix Nadar – Marie Cécile Bruwier, Les Pyramides de Giseh à travers l'histoire de la photographie a Alain D'Hooghe, Les Trois Grandes Égyptiennes, ed. Marval
- Cena Oskara Barnacka – Jane Evelyn Atwoodová
- Grand Prix national de la photographie  – Jean-Paul Goude
- Grand prix Paris Match du photojournalisme – Laurent Van der Stockt za Grozny
- Cena Henriho Cartier-Bressona – cena nebyla udělena
- Prix Roger Pic – Jane Evelyn Atwoodová za sérii Les prisons
- Prix Bayeux-Calvados des correspondants de guerre – James Nachtwey (Magnum, Time Magazine)
- Prix Voies Off – Antoine d'Agata
- Cena Ericha Salomona – Regina Schmeken
- Cena za kulturu Německé fotografické společnosti – Karl Lagerfeld
- Cena Ansela Adamse – nebyla udělena
- Cena W. Eugena Smithe – Gideon Mendel
- Zlatá medaile Roberta Capy – Corrine Dufka
- Pulitzer Prize for Spot News Photography – Charles Porter IV, fotograf na volné noze, za fotografii pořízené po pumovém útoku ve městě Oklahoma distribuované společností Associated Press, na které je hasič nesoucí jednoleté dítě
- Pulitzer Prize for Feature Photography – Stephanie Welsh, „na volné noze, za sérii šokujících snímků rituálů ženské obřízky v Keni, publikováno v Newhouse News Service.“ (obrázky)
- Infinity Awards – Cornell Capa, Horst P. Horst, Wolfgang Volz, Lise Sarfati, Annette Messagerová, A.D. Coleman, The Silence, Gilles Peress, Markus Rasp a Eva Leitolf.
- Cena Higašikawy – Gundula Schulze el Dowy, Kikudži Kawada, Taidži Macue, Ikuo Nakamura
- Cena za fotografii Ihei Kimury – Naoja Hatakejama (畠山 直哉)
- Cena Nobua Iny – Jošikazu Minami
- Cena Kena Domona – Kacumi Sunamori (砂守 勝巳)
- Prix Paul-Émile-Borduas – Melvin Charney
- Fotografická cena vévody a vévodkyně z Yorku – Clara Gutsche
- Národní fotografická cena Španělska – Cristina García Rodero.[1]
- Prix international de la Fondation Hasselblad – Robert Frank
- Švédská cena za fotografickou publikaci – Anders Petersen
- Medaile Královské fotografické společnosti – Freddie Young

## Narození v roce 1996

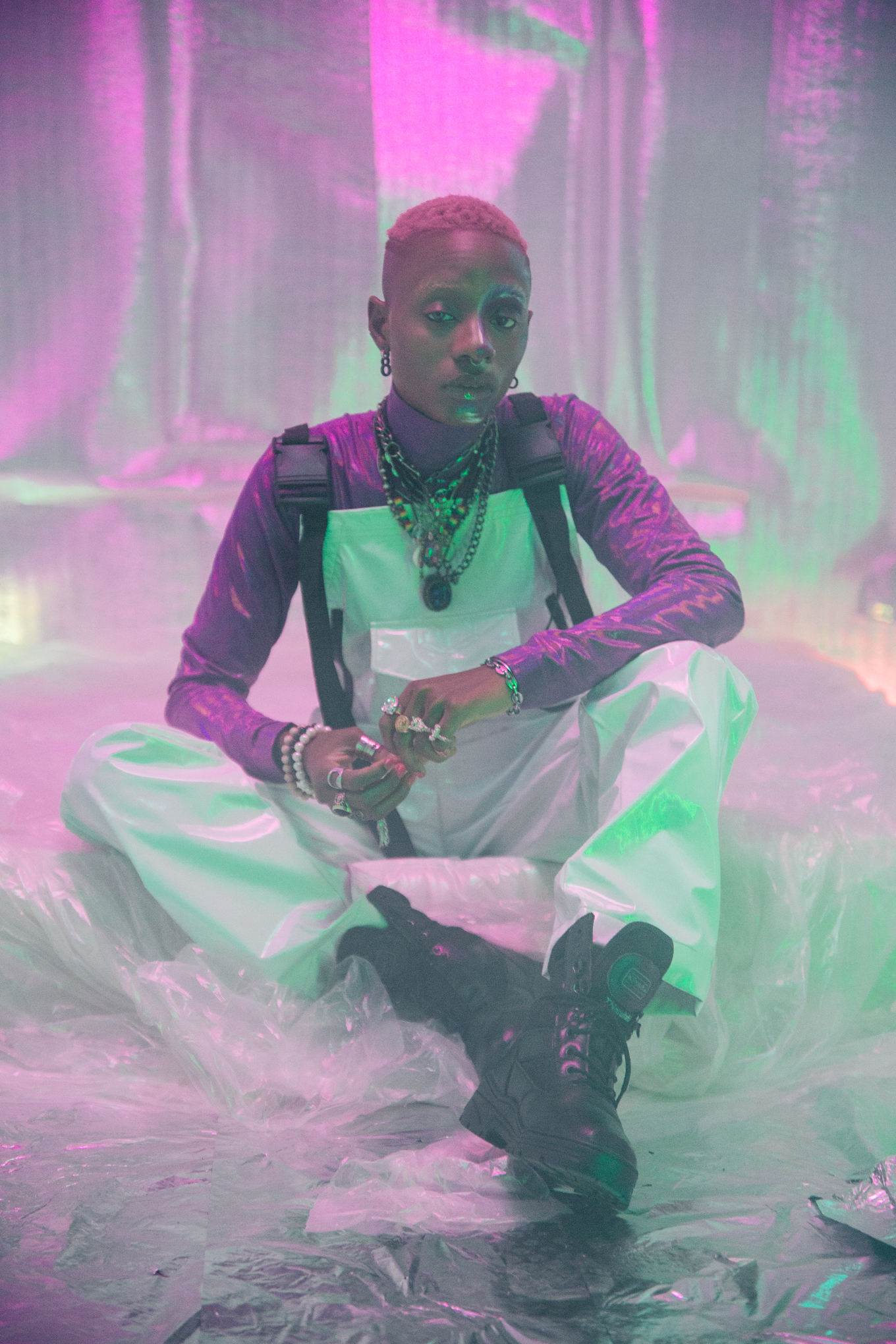
V tomto roce se narodila nigerijská hudebnice, fotografka a umělkyně Wavy The Creator

- 1. ledna – Ameer Al Halbi, syrský fotožurnalista
- 10. února – Jonathan Bertin, francouzský fotograf
- 1. června – Wavy The Creator, nigerijská umělkyně, fotografka, módní návrhářka a filmařka

- ? – Lucas Barioulet, francouzský fotožurnalista
- ? – William Keo, francouzsko-kambodžský fotograf a fotožurnalista

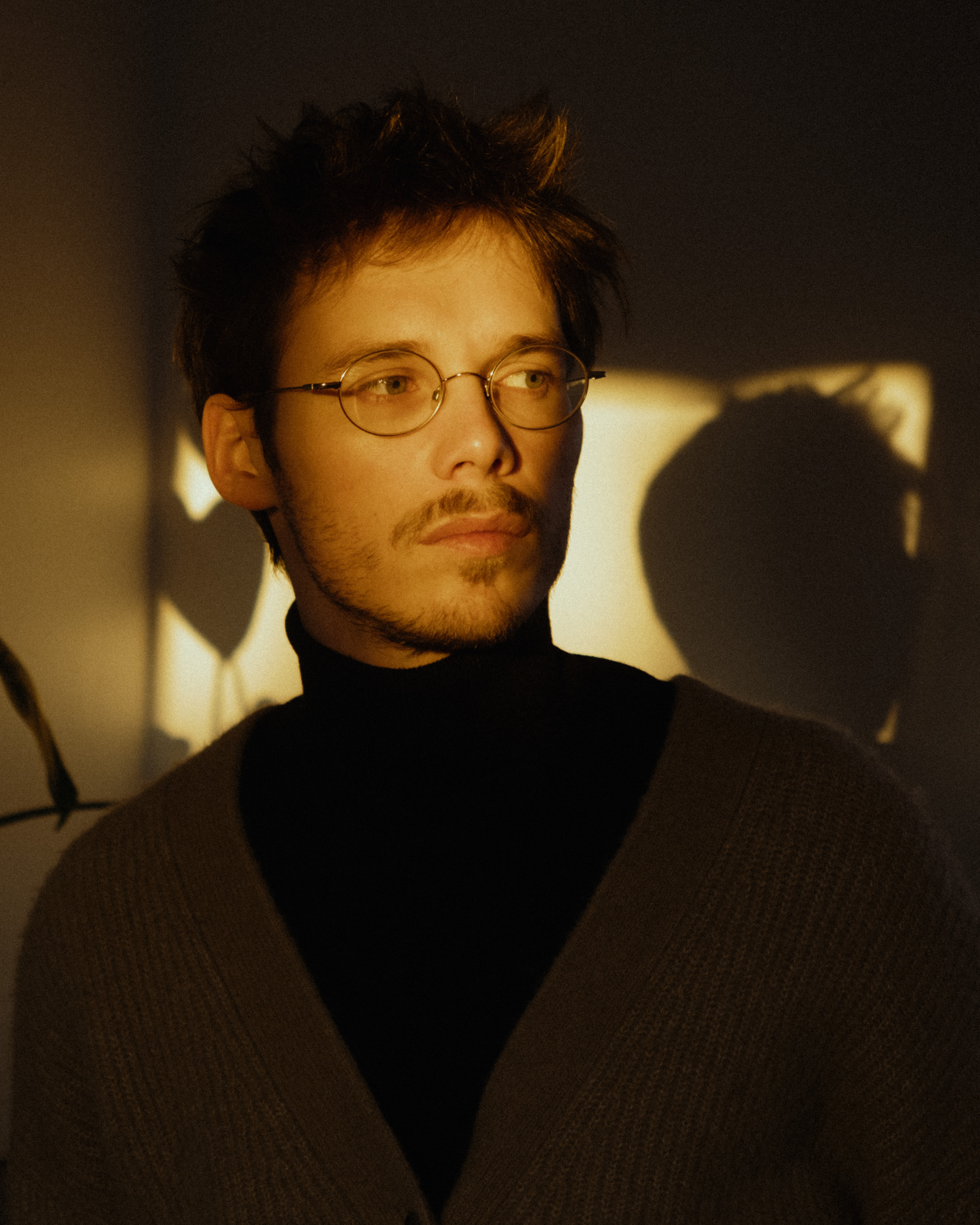
Jonathan Bertin, francouzský fotograf
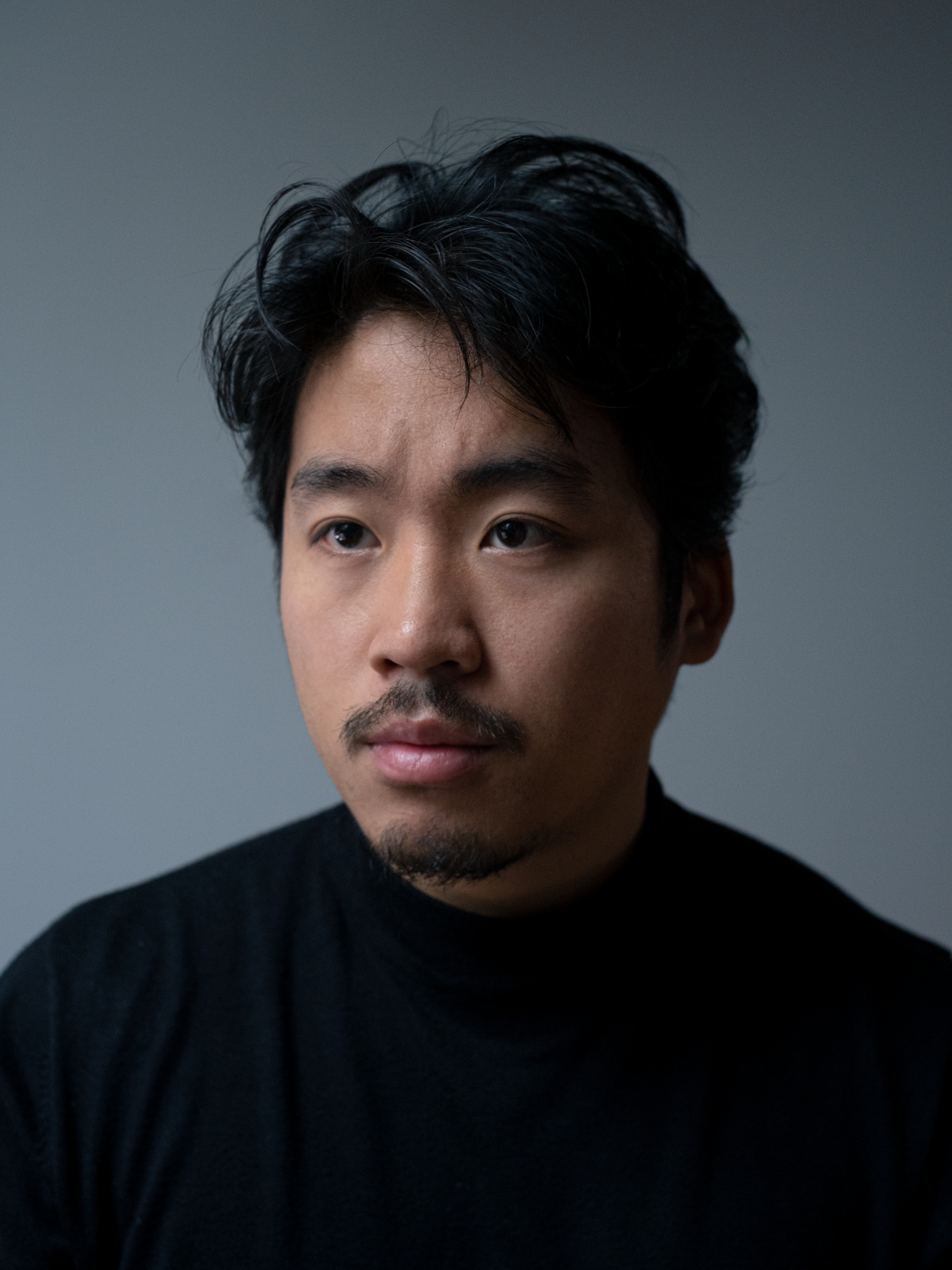
William Keo, francouzsko-kambodžský fotograf a fotožurnalista

## Úmrtí v roce 1996
- 9. února – Sylwester Braun, polský fotograf a voják známý svými fotografiemi Varšavského povstání (1. ledna 1909)
- 11. února – Pierre Verger, francouzský fotograf (* 4. listopadu 1902)
- 16. února – Irena Jarosińska-Małek, polská výtvarnice, fotografka, fotoreportérka, členka varšavského obvodu Svazu polských uměleckých fotografů, jedna z prvních žen v Polské lidové republice pracující jako fotoreportérka (* 3. října 1924)
- 19. února – Theodor Jung, americký fotograf (* 29. května 1906)
- 26. dubna – Henry Clarke, americký módní fotograf (* 1918)
- 15. srpna – Mykola Kozlovskyj, ukrajinský fotograf a lektor (8. května 1921)
- 19. září – Olga Alexandrovna Lander, sovětská fotografka (* 10. dubna 1909)
- 29. září – Ladislav Noel, slovenský fotograf (21. června 1922)
- 30. září – Moneta Sleet, americký fotožurnalista, který získal Pulitzerovu cenu (* 14. února 1926)
- 4. října – Tim N. Gidal, německý novinářský fotograf (* 1909)
- 22. listopadu – Terence Donovan, britský fotograf (* 14. září 1936)
- 23. listopadu – Mohamed Amin, keňský fotoreportér (* 29. srpna 1943)
- 17. prosince – François Tuefferd, francouzský fotograf (* 30. května 1912)
- ? – Maryam Şahinyan, turecko-americká fotografka (* 1911)
- ? – Narutoši Furukawa, japonský fotograf (* 1990)
- ? – Mohamed Kouaci, alžírský fotograf, bojovník ALN (* 1922)